# Anatolij Abdula
Anatolij Borysovyć Abdula (in ucraino Анатолій Борисович Абдула?; Charkiv, 12 novembre 1976) è un arbitro di calcio ucraino, internazionale dal 2012.